# NGC 4799
NGC 4799 (również PGC 44017 lub UGC 8043) – galaktyka spiralna (Sc), znajdująca się w gwiazdozbiorze Panny. Odkrył ją William Herschel 30 kwietnia 1786 roku.